# Benz Patent-Motorwagen
El Benz Patent-Motorwagen ("coche a motor patentado Benz", traducido de la lengua alemana) es un modelo de automóvil construido por Carl Benz en 1885, considerado como el primer vehículo de la historia diseñado para ser impulsado por un motor de combustión interna. El coste inicial de su fabricación en 1885 fue de 600 marcos de oro alemanes, aproximadamente 150 dólares de la época (equivalente a 5087 dólares y 3.100,11 € de hoy en día).
Obtuvo la patente alemana número 37435, a la que aspiraba Benz el 29 de enero de 1886. Se tuvieron que llevar a cabo varios procedimientos oficiales, concediendo la patente finalmente en noviembre de ese mismo año.
La presentación pública del producto se hizo el 3 de julio de 1886 en la Ringstrasse (Ringstraße) de Mannheim. Fue la mujer de Benz, Bertha, quien financió el desarrollo del invento, aunque la ley de aquel tiempo no permitía a una mujer casada registrar la patente. También fue ella la que realizó el primer viaje en automóvil, en agosto de 1888.
Se fabricaron unos 25 Patent-Motorwagen entre 1886 y 1893.

## Especificaciones

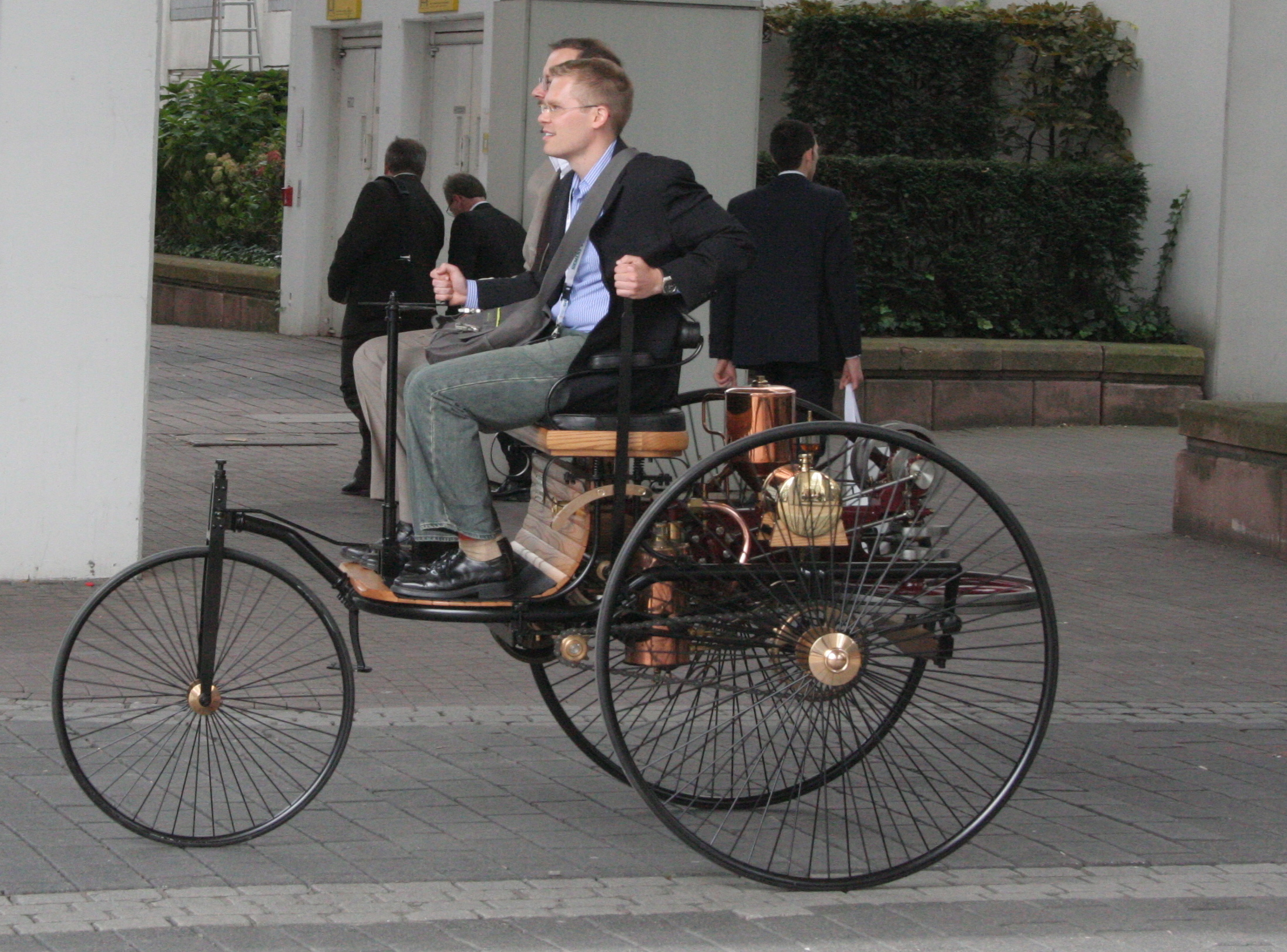
Réplica del Benz Motorwagen de 1885. Frankfurt, 2007.

Tras desarrollar un motor de pistones de dos tiempos en 1873, Benz se centró en desarrollar un vehículo motorizado, mientras mantenía su negocio de diseño y fabricación de motores fijos junto con sus socios.
El Benz Patent-Motorwagen era un automóvil de tres ruedas con un motor de tracción trasera. Contenía muchas innovaciones: estaba construido de tubo de acero con paneles de madera; las ruedas, de llanta de acero y caucho sólido, eran un diseño propio de Benz. La dirección se realizaba mediante una cremallera y piñón que pivotaba la rueda delantera. Se usaron resortes completamente elípticos en la parte trasera, junto con un eje rígido y cadena de transmisión en ambos lados. La transmisión se realizaba con un sistema simple de correa de una sola velocidad, variando el par motor entre un disco abierto y un drive disc.

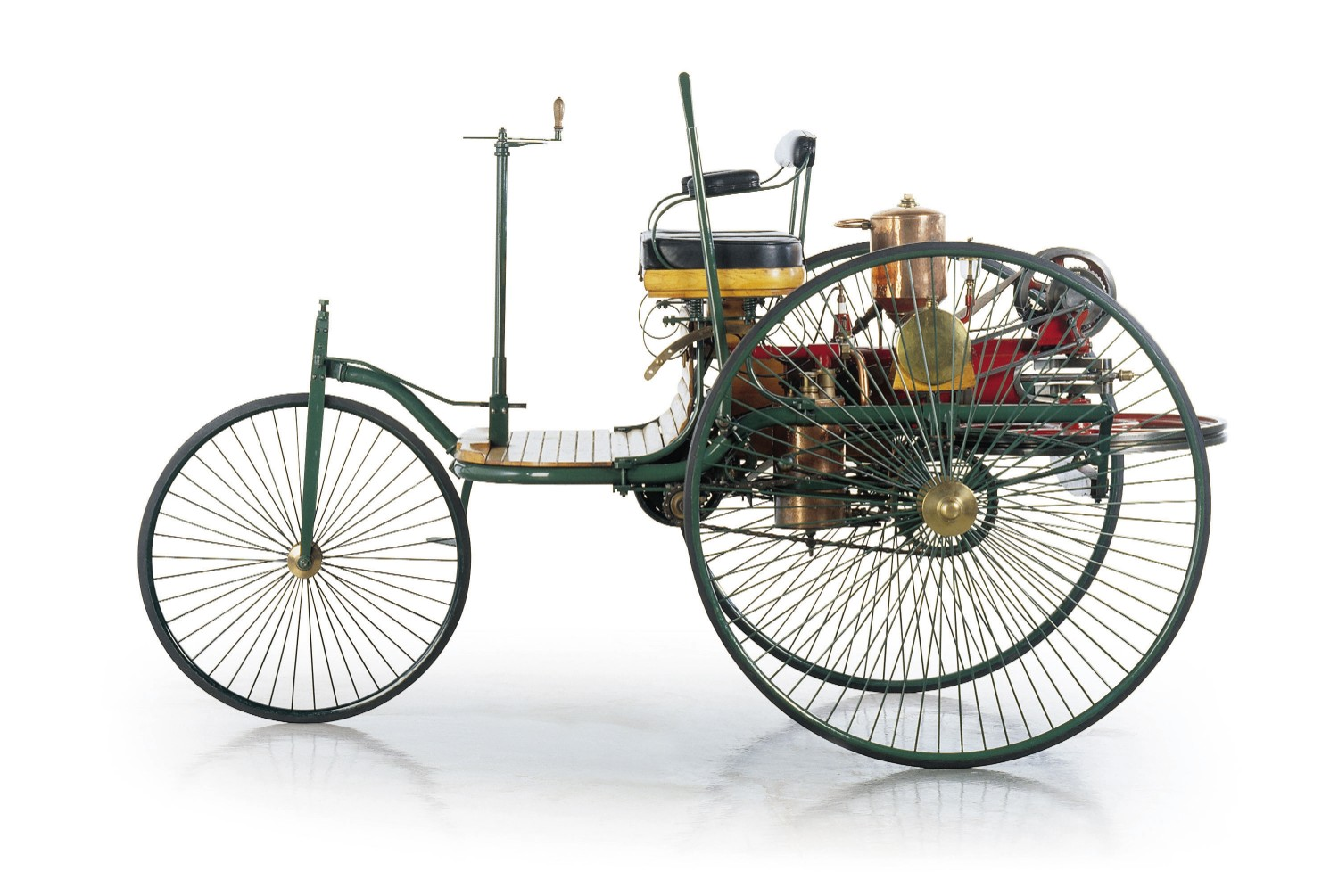
Benz Patent-Motorwagen n.º 2

El primer Motorwagen usaba el motor Benz 954 cc, de cuatro tiempos y un solo cilindro, con ignición de trembler coil. Este nuevo motor producía 2/3 hp a 250 rpm en el Patent-Motorwagen, aunque pruebas posteriores realizadas por la Universidad de Mannheim demostraron que era capaz de generar 9 hp a 400 rpm. Para su época era extremadamente ligero, al pesar unos 100 kg. Aunque su cárter abierto y su sistema de goteo de combustible resultan extraños en la moderna mecánica del automóvil, su uso de una válvula de asiento con motor OHV para el escape sí es familiar en este ámbito. Un gran volante de inercia horizontal estabilizaba la potencia del motor de un solo cilindro. La carburación se controlaba por una válvula de camisa para regular la potencia y velocidad del motor. El primer modelo del Motorwagen no tenía carburador, sino un dispositivo que suministraba combustible al cilindro por evaporación del que empapaba unas fibras.
Posteriormente Benz realizó más modelos Motorwagen: el número 2, de 1,5 hp (1,1 kW), y el número 3, de 2 hp, permitiendo al vehículo alcanzar una velocidad máxima de aproximadamente 10 mi/h (16 km/h). El chasis fue mejorado en 1887 con la introducción de ruedas de radios de madera, un depósito de combustible y un freno de tambor a base de cuero de zapatero en las ruedas traseras.

## Bertha Benz, primera conductora

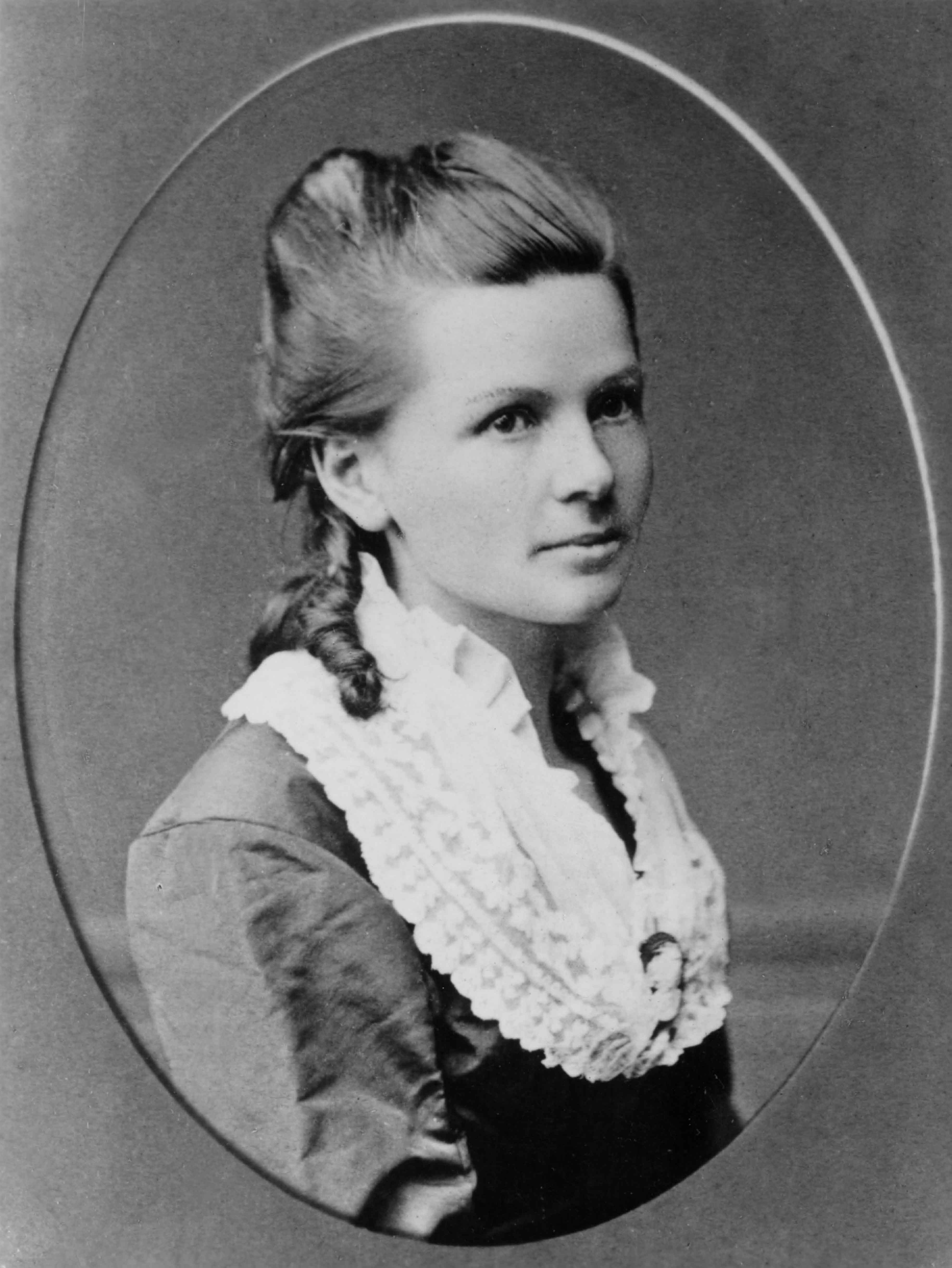
Bertha Benz (1849-1944).

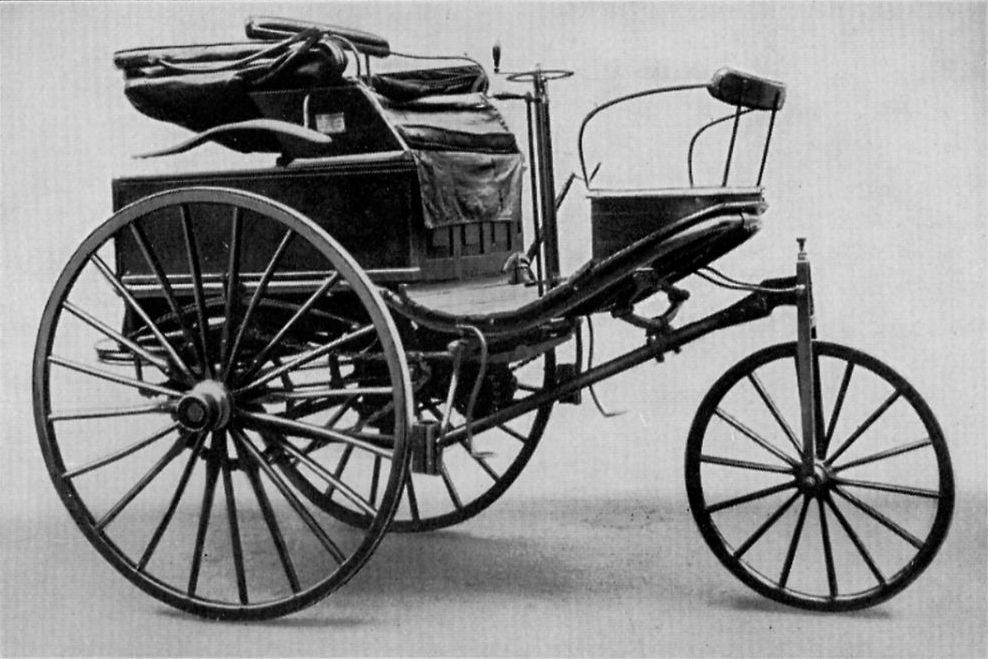
Benz Patent-Motorwagen n.º 3 de 1888, usado en el viaje de Bertha Benz.

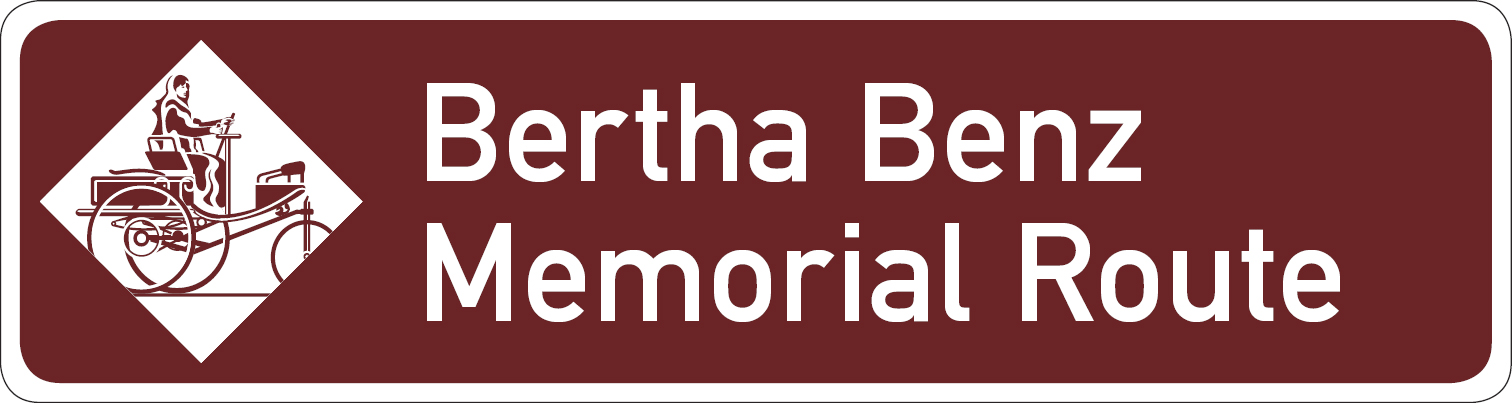
Señal oficial de la Ruta memorial Bertha Benz.

Bertha Benz, la esposa de Karl e inversora del proyecto, publicitó el vehículo de esta manera: supuestamente sin el conocimiento de su marido, a comienzos de agosto de 1888 condujo el Patent-Motorwagen n.º 3 llevando a sus hijos Eugen y Richard (de quince y catorce años, respectivamente) en el primer viaje en automóvil de la historia, de unos 96 km, entre Mannheim, Heidelberg, Wiesloch (donde repostó combustible -éter de petróleo- en la farmacia local -convirtiéndola en la primera gasolinera de la historia-) y Pforzheim (en la Selva Negra, donde vivía su madre), demostrando su capacidad como medio de transporte y su facilidad de manejo.
Durante el trayecto, tuvo que actuar como mecánico, limpiando el carburador con la pinza de su sombrero y usando sus ligas para proteger un cable. Como al repostar se apercibió de que los frenos estaban deteriorándose, solicitó a un zapatero de Wiesloch que les añadiera cuero, por lo que puede considerarse también precursora del invento del brake lining. Tras enviar un telegrama a su marido, pasó la noche en la casa de su madre, y volvió a su propia casa tres días después, con lo que el viaje en total fue de 194 km, dejando a Benz impresionado por el recorrido hecho con el vehículo.
Se celebra anualmente un desfile de automóviles antiguos en conmemoración de este viaje. En 2008, se abrió la ruta memorial Bertha Benz como "patrimonio industrial de la humanidad", con un recorrido de 194 km.

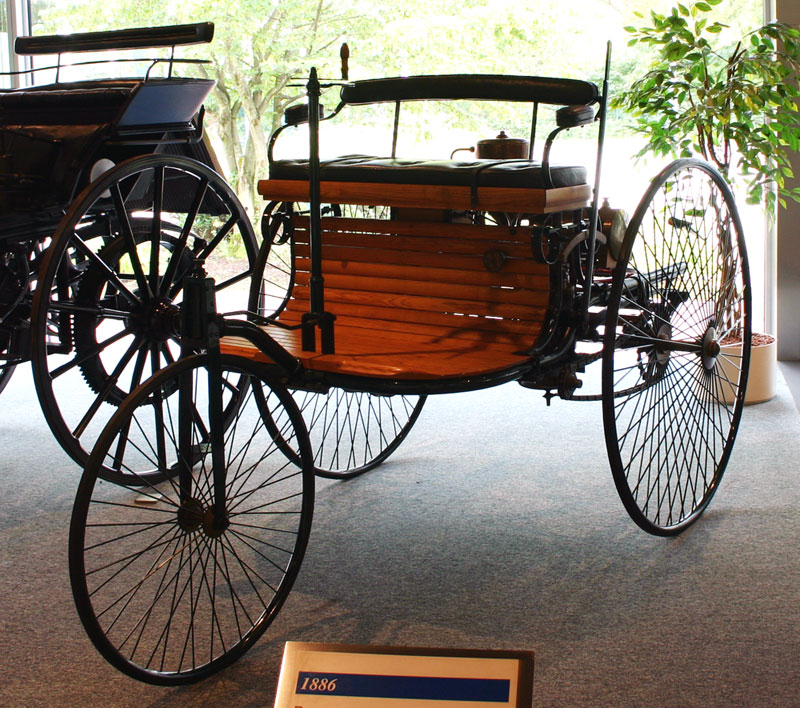
Réplica en el EFA-Museum für Deutsche Automobilgeschichte.
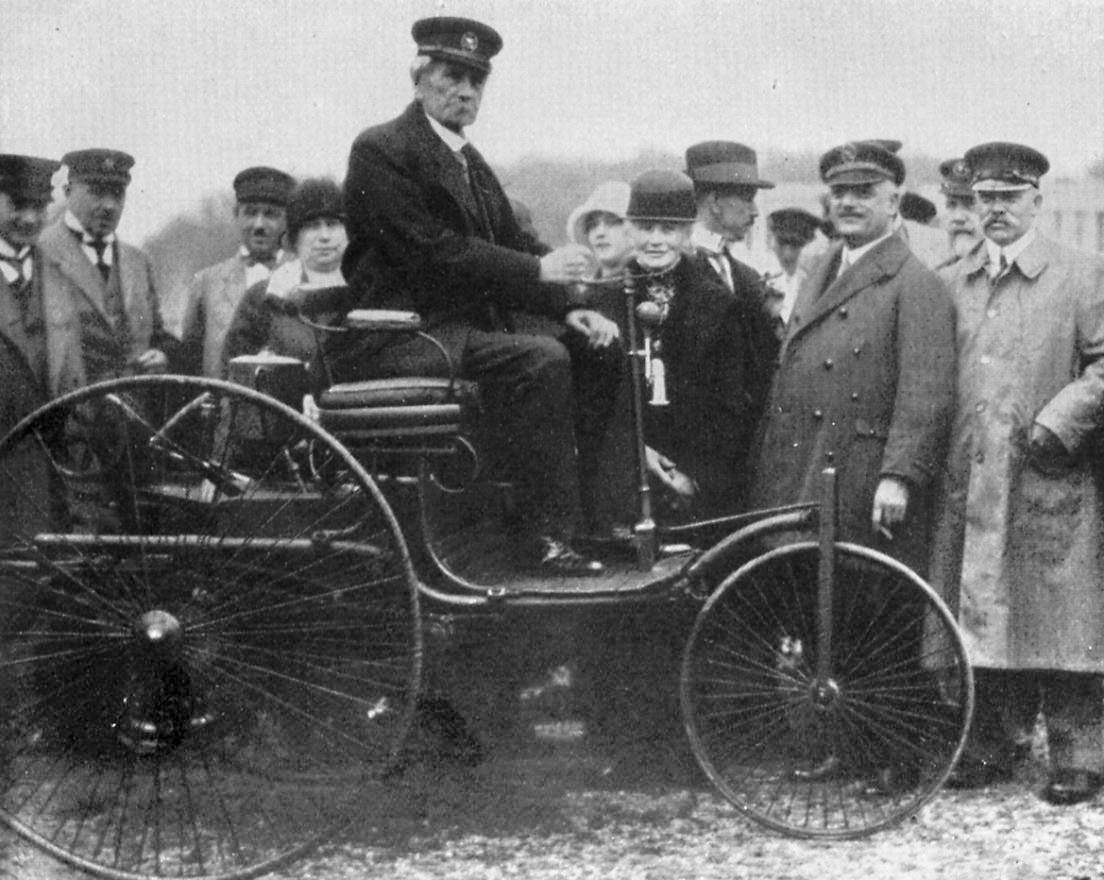
Fotografía de 1914, con Karl Benz como conductor, y su esposa Bertha entre el público.
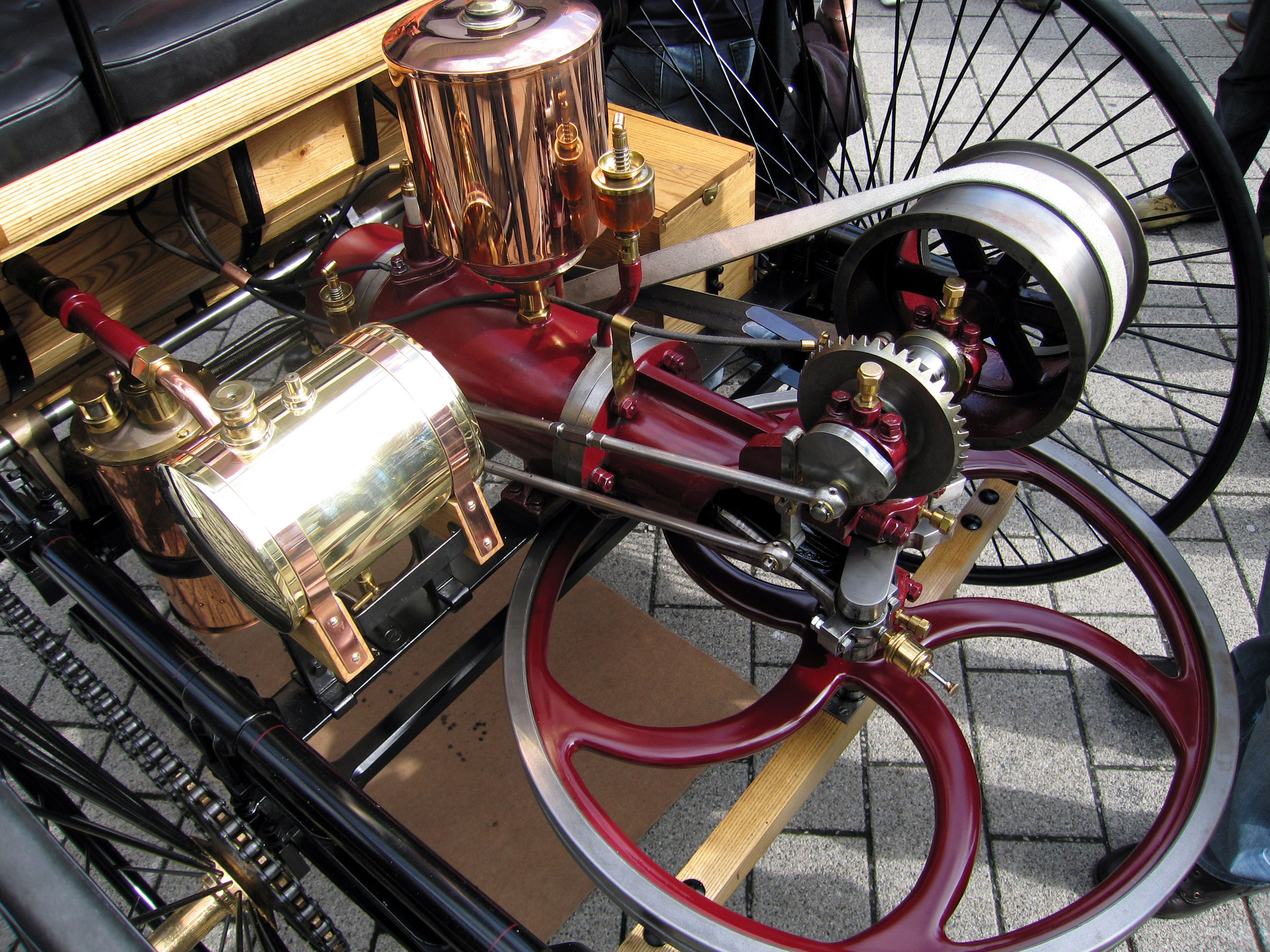
El conjunto del motor, en una réplica.
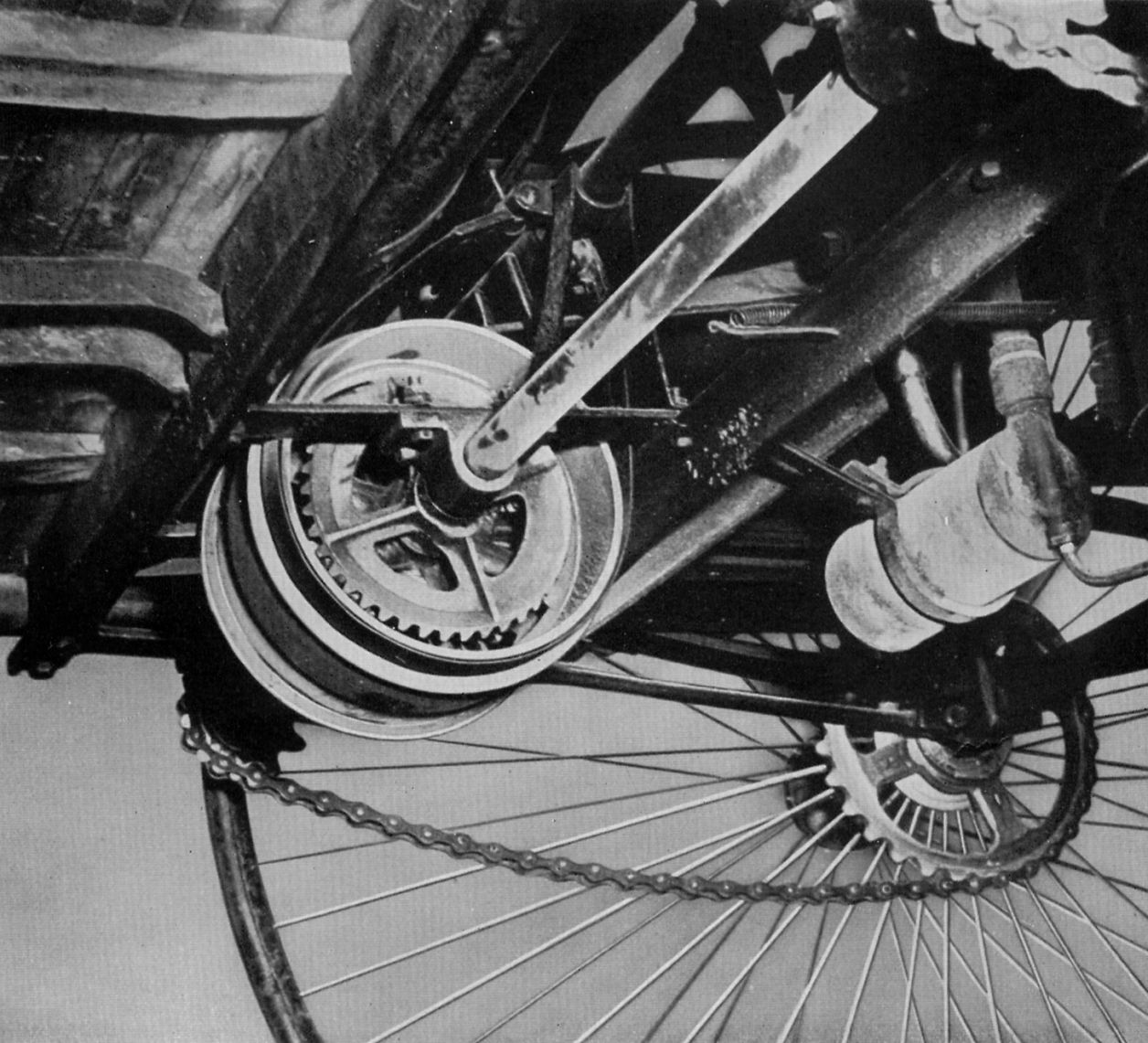
La transmisión, en el vehículo original.